# Marina Cvetanović
Marina Cvetanović (ur. 14 lutego 1986 w Koperze) – słoweńska siatkarka grająca na pozycji atakującej oraz przyjmującej. Od sezonu 2017/2018 występuje w drużynie Giacomini Budowlani Toruń.

## Sukcesy klubowe
Mistrzostwo Słowenii:
- 2004, 2006, 2008, 2009, 2016
- 2007

MEVZA:
- 2009
- 2008

Puchar Słowenii:
- 2009, 2016